# Staroszczur reliktowy
Staroszczur reliktowy (Hadromys humei) – endemiczny gatunek gryzoni z rodziny myszowatych, występujący w północno-wschodnich Indiach. Został opisany naukowo w 1896 roku przez O. Thomasa.

## Biologia
Gryzoń ten zamieszkuje trzy enklawy w stanach Asam i Manipur. Skamieniałości zębów trzonowych dowodzą, że gatunek ten ok. 137 tysięcy lat temu (plejstocen) występował także w Tajlandii. Było to związane z panującym wówczas w tym regionie suchszym, chłodniejszym klimatem i występowaniem zbiorowisk roślinności typu sawanny; jest on zatem reliktem epoki lodowej. Jest to zwierzę nocne, kopie nory. Współcześnie występuje w tropikalnych lasach deszczowych, nie tylko w lasach pierwotnych

## Populacja
Staroszczur reliktowy jest uznawany za gatunek zagrożony ze względu na ograniczony zasięg występowania. Gryzonie te występują na obszarze mniejszym niż 5000 km², przy czym gnieżdżą się na mniej niż 500 km². Populacja maleje, grozi jej utrata środowisk. Nie jest chroniony, ustawa o ochronie przyrody z 1972 roku uznaje go za szkodnika.